# Rob-Roy-Gletscher
Der Rob-Roy-Gletscher ist ein Hanggletscher, der im Mount-Aspiring-Nationalpark auf der Südinsel von Neuseeland liegt.

## Geographie
Der Gletscher hängt an den südlichen Flanken der Zweitausender Rob Roy Peak, Low Peak, Glengyle Peak und Homestead Peak. An den nördlichen Flanken der Berge liegen der Maud-Francis-Gletscher und der Avalanche-Gletscher. Der Rob Roy Peak ist mit 2644 m der höchste Berg der Umgebung bis hin zum Mount Aspiring, dem 3033 m hohen Namensgeber des Nationalparks. Der Rob-Roy-Gletscher entwässert über den Rob Roy Stream. An den Hängen entstehen dabei Wasserfälle wie die Rob Roy Waterfalls mit einer Fallhöhe von bis zu 261 m. Der Rob Roy Stream fließt durch das bewaldete Rob Roy Valley, wo beispielsweise Keas zu beobachten sind, und mündet, ebenso wie die nahe gelegenen Wishbone Falls, in den Westarm des Matukituki River.

## Rob Roy Track
Der vom Department of Conservation betreute Wanderweg Rob Roy Track führt durch das Rob Roy Valley zu einem Aussichtspunkt unterhalb des Gletschers. Startpunkt ist der Parkplatz Raspberry Creek Car Park, welcher 54 km von der Stadt Wanaka entfernt liegt. Die letzten 30 km der Anfahrt führen über eine unbefestigte Straße, die je nach Jahreszeit und Wetter von Bächen überspült wird und nicht immer passierbar ist. Vom Parkplatz aus führt ein unbefestigter Weg zunächst über eine Brücke über den Westarm des Matukituki River. Von dort aus folgt der Weg dem Rob Roy Stream bis zum Aussichtspunkt auf etwa 780 m Höhe. Der Rückweg entspricht dem Hinweg und endet am Parkplatz auf etwa 370 m Höhe. Die Gesamtstrecke ist zehn Kilometer lang und wird meist als leicht bis moderat bei einer Dauer von vier Stunden eingeordnet.
In den Jahren vor 2013 wanderten jährlich circa 20.000 Personen diesen Track.